# Práce na černo
Práce na černo je jedním z nejrozsáhlejších projevů šedé ekonomiky, kdy zaměstnanec vykonává práci bez uzavření jakékoliv pracovní smlouvy, čímž se spolu se zaměstnavatelem vyhýbá placení odvodů ze mzdy. Výhodou pro zaměstnavatele je úspora nákladů na práci. Nevýhodou pro zaměstnance je absence nároku na dovolenou, absence zdravotního pojištění (nemocenská) a sociálního pojištění (důchod), absence výpovědní lhůty, odstupného. Obě strany se vystavují vysokému postihu od Úřadu práce.

## Charakteristika
Podle Evropské komise „práce na černo“ (nehlášená práce) představuje „jakékoli placené činnosti, které jsou zákonné, pokud jde o jejich povahu, ale které nejsou ohlášeny veřejným úřadům při vzetí v úvahu odlišnosti v regulatorních systémech členských států.“[zdroj?] Starší znění definovalo práci na černo jako „profesionální aktivity vykonávané jako jediné nebo druhé zaměstnání, provozované pravidelně za účelem výdělku a nikoli příležitostně a pohybující se na hranici nebo vně povinností daných právním řádem, předpisy a smluvními závazky s výjimkou těch neformálních činností, které jsou součástí kriminální ekonomiky, protože jsou v rozporu s trestním zákoníkem.“[zdroj?]
Obě definice popisují práci na černo jako všechny činnosti, které mohly být započítány do hrubého domácího produktu a nejsou nelegální svou vlastní podstatou. Nelegálními se stávají až v celkovém pohledu, protože nejsou přihlášeny, neplynou z nich daně a platby na sociální pojištění, pracovníci při těchto činnostech nejsou kryti zákonnou ochranou poskytovanou platným pracovněprávním zákonodárstvím. U zahraničních pracovníků pak při těchto činnostech nejsou splněny povinné imigrační formality (povolení k pobytu, pracovní povolení atd.).
Do práce na černo se nezahrnuje kriminální činnost, i kdyby měla produktivní charakter. Důvodem je obtížnost získat spolehlivé údaje a působení na trh práce – pokud státní orgán zjistí práci na černo, bude usilovat jen o to, aby tato práce byla prováděna legálně, pokud zjistí kriminální činnost, je v jeho zájmu potlačit tuto činnost úplně. Dále do práce na černo nespadají daňové úniky, pokud nekorespondují s uskutečněnou prací, např. pokud šéf podniku nechá své zaměstnance v pracovní době pracovat sám na sebe, dopouští se zneužívání cizí práce (nucená práce), ale ne práce na černo. Té se dopustí až v případě, že zaměstnanci u něho budou pracovat mimo pracovní dobu a budou placeni z ruky do ruky.
Mezi nejčastější případy práce na černo patří:
- být přihlášen na úřadu práce jako nezaměstnaný a zároveň být někde zaměstnán a mít příjem,
- studentské brigády – různé výpomoci ve velkoobchodech a nákupních centrech, sběry ovoce, pouliční prodej novin, roznášení letáků,
- melouchy a provádění různých služeb bez dokladu.

Laicky by se dalo říct, že prací na černo se rozumí jakákoliv činnost, za kterou člověk obdrží peníze a tyto peníze nepřizná příslušném orgánu.

## Členění práce na černo
Podle analýz Evropské komise se z pohledu skupin pracovníků vykonávajících tyto činnosti práce na černo člení následujícím způsobem:
- neformální dvojí zaměstnání, tzv. moonlighting ,
- neformální výdělečná činnost migrujících pracovníků,
- neformální příležitostné nebo dočasné práce na částečný úvazek a sezónní činnosti,
- domácí práce a práce na částečný úvazek,
- mix práce na černo v malých a rodinných organizačních jednotkách (rodinné hospodaření na půdě na venkově nebo rodinné drobné podnikání ve městech).

Moonlighting znamená, že osoba pracuje jako zaměstnanec nebo OSVČ a zároveň má ještě jedno neformální, neregistrované zaměstnání. Tento druh práce na černo je velmi častým jevem ve všech zemích Evropské unie.
Neformální zaměstnávání cizinců z méně rozvinutých zemí je problémem vyskytujícím se ve všech členských zemích EU s různou mírou intenzity.
Další tři skupiny činností jsou méně důležité, protože se vyskytují jen v některých zemích a oblastech a mohou vymizet se změnou pravidel (právního, daňového systému).

## Motivace vedoucí k práci na černo
Důvody, vedoucí občany k práci na černo, závisí na jejich vnímání společnosti a na jejich osobní strategii. Tyto důvody nejsou pouze ekonomické. Mohou být sociální, kulturní, demografické, etnické a politické, dohromady tvoří jeden složitý komplex, který je vnímán individuálně a staví člověka před otázku zda pracovat či nepracovat na černo.
Zásadní ekonomickou motivací pro výkon práce na černo je zvýšení příjmu. Pokud občan vnímá zisk z legálního zaměstnání jako nedostatečný, vzniká u něj motivace pracovat na černo. Tato motivace narůstá hlavně v období, kdy dochází ke zpomalování ekonomického růstu země a růstu reálných mezd, k přímému či nepřímému růstu zdanění, k úsporným opatřením v sociální oblasti, k nárůstu chudoby nebo v době ekonomické krize.
Dalším faktorem, ovlivňujícím rozhodování subjektu (občana ale i firmy), je zadlužení. Nejčastěji se tento motiv týká menších firem a živnostníků. Projevuje se zatajováním části příjmů nebo „oficiálním“ zhoršováním hospodářského výsledku. Je to reakce na neschopnost obstát před silnou konkurencí, na zpomalování ekonomického růstu či na nárůst úrokových měr. Tento faktor ovlivňuje nejčastěji osoby samostatně výdělečně činné nebo osoby, které mají víc zaměstnání. U OSVČ pocit nezávislosti vzešlý ze schopnosti uživit se sám vede ke zpochybňování kolektivního cítění a k nechuti doplácet ze svého příjmu „na někoho“, kdo tak schopný není. Stejně tak i osoby vykonávající více činností na úkor svého volného času mají pocit, že dodatečný příjem vzniklý v druhém zaměstnání je zdaňován stejnou nebo dokonce vyšší sazbou než příjem z oficiálního zaměstnání.
Velmi důležitým motivem k práci na černo je daňový tlak. Nejde o celkovou úroveň daní, ale o jejich individuální vnímání občany. V některých zemích může být sazba daně vnímána jako normální a únosná a v jiné zemi nebo oblasti může být subjekty brána jako nespravedlivě vysoká. Ta pak vede k nechuti daň platit, a tím motivuje k práci na černo.
K důležitým faktorům, vedoucím k práci na černo, patří i kulturně společenské motivace. Týkají se především tradičních forem práce na černo, které se v řadě zemí staly součástí společenské mentality. Jde např. o práci žen v domácnosti, které se starají o více domácností bez hlášení této činnosti příslušnému správnímu orgánu, o práci rodinných příslušníků (velmi často dětí) v rodinných firmách bez řádné registrace, placené sousedské výpomoci atd.
K dalším faktorům, motivujícím k práci na černo se řadí:
- krátká pracovní doba a dostatek volného času – lidé s krátkou pracovní dobou mají většinou nižší příjem a mají čas a možnost hledat další uplatnění,
- nedostačující nebo omezená nabídka práce – absolventi bez praxe, ženy v domácnostech a po mateřské dovolené, penzisté, lidé žijící v oblastech s vysokou nezaměstnaností nebo lidé s nízkým vzděláním mají velmi malou šanci uspět na legálním trhu práce, možnost pracovat na černo je pro ně východiskem jak si zajistit příjem,
- nezaměstnanost, chudoba, negativní vnímání role státu, odpor ke všem formám státních institucí, nedostatek důvěry ve veřejné instituce, historické faktory.

## Měření rozsahu práce na černo
Při měření rozsahu práce na černo dochází zcela pravidelně k velkému množství chyb a omylů. Nedá se říct, že by existovala metoda, která by spolehlivě zjistila rozsah práce na černo. V praxi je tedy nezměřitelný, tzn. nikdy se nedozvíme přesný počet občanů dané země, pracujících na černo a výši příjmů získaných neformální prací. Rozsah práce na černo můžeme tedy jenom odhadovat. Odhady mohou vycházet ze sledování daňových úniků, mohou být postaveny na monetárních metodách – sledují změny peněžní hotovosti, nebo na metodách „fyzikálního inputu“ – zkoumají závislost mezi růstem HDP a vývojem elektrické energie.

### Metoda míry účasti na stínovém trhu práce (The degree of participation method)
Tuto metodu poprvé navrhl Bruno Contini pro podmínky Itálie. Contini si všiml, že oficiální míra účasti pracovních sil na trhu práce od koce 50. let poklesla. Naproti tomu neoficiální průzkumy naznačovaly, že odhadovaná míra účasti pracovních sil je mnohem vyšší než oficiálně registrovaná míra. Tato metoda je tedy založena na předpokladu, že v situaci, kdy je účast na neformálním trhu práce omezena, přesouvá se práce do šedé ekonomiky. Odhadnutému počtu pracovníků neformálního sektoru se pak přiřadí určitá úroveň dosahované produktivity práce.
Při odhadu potenciálu trhu práce na černo je možno zvolit tři různé postupy:
- nepřímá bilanční metoda,
- metoda přímého terénního průzkumu,
- odvození kapacity trhu práce na černo z makroekonomických odhadů.

### Nepřímá bilanční metoda
Tato metoda vychází z metody míry účasti. Na základě statistik o celkovém počtu obyvatelstva a statistik, zabývajících se ekonomickou aktivitou a zaměstnaností, se vytvoří souhrnná bilance pracovních sil. Podle této metody je míra účasti na trhu práce na černo jen přibližným zrcadlovým odrazem míry neúčasti na oficiálním trhu práce. Přibližným proto, že ne všichni občané, kteří se neúčastní legálního trhu práce musí automaticky pracovat na černo. U této metody je třeba zohledňovat míru zaměstnávání žen, rozdíly v rozsahu pracovní doby, legislativní změny atd.

### Metoda přímého terénního průzkumu
U této metody je důležité vybrat správný vzorek (skupinu lidí, kterých se zkoumaný problém bezprostředně týká), techniku zkoumání (vytvořit soubor otázek tak, aby obsáhl celý zkoumaný problém a zároveň vyhovoval odpovídajícím) a v neposlední řadě také zaručit naprostou anonymitu. Je také nutno počítat s tím, že respondenti nebudou odpovídat pravdivě, budou otázky obcházet apod.
Podle odborníků nám tyto průzkumy pomohou odhalit pouze počet nelegálně pracujících osob, ale ne celkovou produktivitu práce na černo. Dodnes nelze prakticky ani teoreticky zjistit, zde je skutečná produktivita práce na černo vyšší nebo nižší než produktivita práce na oficiálním trhu práce. Například pokud černí pracovníci pracují „pro sebe“, nutí je to k vyššímu výkonu, než kdyby pracovali pro zaměstnavatele. Oproti tomu hodně lidí má práci na černo jen jako doplněk oficiálního zaměstnání, tito lidé tedy nemohou věnovat práci na černo tolik času jako práci oficiální.

### Odvození kapacity trhu práce na černo z makroekonomických odhadů
Touto metodou se zabýval především rakouský profesor Friedrich Schneider. Pokusil se na základě odhadů šedé ekonomiky zpětně odhadnout počet pracovníků pracujících na černo. Potýkal se ale se stejným problémem jako u předchozí metody (produktivita práce na černo) a použil metodu hotových peněz (spadající do tzv. monetárních metod – neodhadují rozsah práce na černo, ale rozsah celé stínové ekonomiky.